# كليتشة
كلیتشة (بالإنجليزية: Kalicheh)‏ هي قرية تقع في قسم تشنارود الجنوبي الريفي (مقاطعة تشادغان) في إيران. يقدر عدد سكانها بـ 169 نسمة بحسب إحصاء 2016.